# Lynn (Massachusetts)
Lynn è una città degli Stati Uniti d'America facente parte della contea di Essex nello stato del Massachusetts. Si affaccia sulla baia del Massachusetts (Oceano Atlantico).

## Geografia
Nella zona nordoccidentale della città si trova il quartiere storico di Lynn Common, inaugurato nel 1637 ed abitato pochi anni dopo; nel 1992 è stato inserito nel National Register of Historic Places (registro nazionale americano dei luoghi storici), così come la Charles Lovejoy House, un'antica casa coloniale situata al 64 di Broad Street, costruita nel 1893 ed inserita nel registro nel 1978.